# Lahcen Anaflous
 (juillet 2019).
Si vous disposez d'ouvrages ou d'articles de référence ou si vous connaissez des sites web de qualité traitant du thème abordé ici, merci de compléter l'article en donnant les références utiles à sa vérifiabilité et en les liant à la section « Notes et références ».
Lahcen Anaflous est un ancien footballeur international marocain, né en 1966 à Skhirat.

## Biographie
Lahcen Anaflous a débuté à Itihad Skhirat en 1980, puis il a joué dans quelques clubs aux alentours de la région de Skhirat, notamment à l'Olympique de Bouznika et Itihad Temara, avant de rejoindre l'équipe des Forces Auxiliaires de Benslimane en 1985. Il a brillé au sein de ce club, avec lequel il réussit à remporter le titre du meiller buteur du championnat du Maroc de football en 1988.
Ses performances et son talent de buteur lui permettent de rejoindre, la saison suivante, l'équipe des FAR de Rabat.
En 1989, il est convoqué en équipe du Maroc, par le sélectionneur Antonio Angelillo, pour participer au match décisif contre le Mali, comptant pour le premier tour des éliminatoires de la CAN 1990.
Avec l'équipe des FAR de Rabat, il parvient à finir meilleur buteur du championnat marocain pour deux saisons d'affilée, en 1991 et 1992.
Ensuite, il rejoint les rangs de quelques clubs marocains avant de terminer sa carrière avec le club de Chabab El Massira (ex-Forces Auxiliaires de Benslimane).
D'ailleurs, si l'on se rappelle toujours de l'équipe des Forces Auxiliaires de Benslimane, c'est en grande partie grâce à Lahcen Anaflous.

## Palmarès

### Clubs
- FAR de Rabat :
  - Coupe du Trône
    - Finaliste : 1988 et 1990

  - Coupe des clubs champions africains
    - Demi finaliste en 1988

### Équipe nationale
- Finaliste de la Coupe du monde de football militaire en 1993

## Sélections en équipe nationale
1. 09/04/1989 Mali - Maroc à Bamako 0 - 0 Elim. CAN 1990
2. 23/04/1989 Maroc - Mali à Marrakech 1 - 1 Elim. CAN 1990
3. 11/06/1989 Zaire - Maroc à Kinshasa 0 - 0 Elim. CM 1990
4. 25/06/1989 Zambie - Maroc à Lusaka 2 - 1 Elim. CM 1990
5. 27/01/1991 Niger - Maroc à Niamey 1 - 0 Elim. CAN 1992

## Distinctions personnelles
- Meiller buteur du championnat du Maroc de football en 1988, avec les Forces Auxiliaires de Benslimane avec 17 buts.
- Meiller buteur du championnat du Maroc de football en 1991 avec 15 buts et 1992 avec 11 buts, avec les FAR de Rabat